# Розуэлл, Мэгги
Мэ́гги Ро́зуэлл (англ. Maggie Roswell; род. 14 ноября 1952, Лос-Анджелес, Калифорния) — американская актриса кино, телевидения и озвучивания.

## Биография
Мэгги Розуэлл родилась 14 ноября 1952 года в Лос-Анджелесе. Обучалась в Колледже Лос-Анджелеса. Впервые на экранах появилась в 1973 году, когда сыграла небольшие роли в трёх сериалах за один год, но более в кино до 1980 года не возвращалась. В 1980-х годах активно снималась в кино и на телевидении, а в 1990 году впервые озвучила второстепенного персонажа в мультсериале «Симпсоны» — стриптизёршу «принцесса Кашмир» в эпизоде «Вечеринка Гомера» — и осталась в мультфильме навсегда: к марту 2014 года Розуэлл уже приняла участие в 196 эпизодах мультсериала.
В 1987 году вышла замуж за актёра озвучивания Хэла Рэйла. 5 мая 1994 году пара удочерила ребёнка — дочь Спенсер Фриленд Рэйл, и в том же году семья переехала из Лос-Анджелеса в Денвер, однако ежегодно с марта по ноябрь Розуэлл два раза в неделю летает оттуда обратно в Калифорнию для работы над «Симпсонами». Актриса вместе с мужем основала собственную маленькую компанию, которая пишет сценарии, занимается продюсированием и озвучиванием рекламных роликов, записывает юмористические рингтоны для мобильных телефонов. В подвале их дома организована звукозаписывающая студия. Среди успехов Roswell 'n' Rayle Company можно отметить востребованную рекламу для Burger King, Campbell Soup, Pontiac.
В 1999 году Мэгги Розуэлл потребовала у Fox Broadcasting Company, которая выпускает «Симпсонов», прибавки к жалованью, ссылаясь на подорожание авиабилетов Денвер—Лос-Анджелес. В то время она получала 1500—2000 долларов за эпизод, и хотела увеличения до 6000 долларов. При этом было известно, что шесть основных актёров мультсериала (семья Симпсонов) получают по 125 000 долларов за эпизод. Fox предложила актрисе прибавку в 150 долларов, но та её отвергла и ушла из мультфильма. В связи с этим продюсерам «Симпсонов» пришлось немедленно «убить» Мод Фландерс (эпизод «Опять один»), которую озвучивала Розуэлл, а для озвучивания других второстепенных женских ролей наняли актрису Марсиа Мицман Гейвен. В 2002 году денежный вопрос был улажен и Розуэлл вернулась в мультсериал.

## Награды и номинации
- 1997 — «Энни» в категории «Лучшее индивидуальное достижение: озвучивание женского персонажа в ТВ-продукции» за роль в эпизоде «Шери Боббинс» мультсериала «Симпсоны» — номинация.

## Избранная фильмография

### Озвучивание
- 1983 — Огонь и лёд / Fire and Ice — принцесса Тигра
- 1987—1988 — Могучая Мышь: Новые приключения[англ.] / Mighty Mouse: The New Adventures — Пёрл Пьюрхерт (в 14 эпизодах)
- 1988 — Медведь Йоги и вторжение космических медведей[англ.] / Yogi and the Invasion of the Space Bears — маленькая девочка
- 1990 — Приключения мультяшек / Tiny Toon Adventures — Мэри Вэйн (в 1 эпизоде)
- 1990—1999, 2002 — наст. время — Симпсоны / The Simpsons — Мод Фландерс, Хелен Лавджой, мисс Хувер, стриптизёрша «Принцесса Кашмир», Мона Симпсон, другие второстепенные персонажи[6] (в 280 эпизодах)
- 1991 — Чёрный Плащ / Darkwing Duck — женщина-супергерой (в 1 эпизоде)
- 1993 — Чокнутый / Bonkers — парикмахер Анита (в 2 эпизодах)
- 1993 — Новые приключения Денниса-мучителя[англ.] / All-New Dennis the Menace — разные роли (в 13 эпизодах)
- 1994 — Озорные анимашки / Animaniacs — принцесса / паук-злодей (в 1 эпизоде)
- 1997 — Симпсоны: Виртуальный Спрингфилд[англ.] / The Simpsons: Virtual Springfield — второстепенные персонажи (видеоигра)
- 2007 — Симпсоны в кино / The Simpsons Movie — Хелен Лавджой

### Прочие работы

#### Телевидение
- 1973 — МЭШ / M*A*S*H — сестра Тереза (в 1 эпизоде)
- 1973 — Семья Партриджей / The Partridge Family — Лоис (в 1 эпизоде)
- 1981 — Морк и Минди / Mork & Mindy — Донна Хаммонд (в 1 эпизоде)
- 1982 — Лаверна и Ширли / Laverne & Shirley — Карен Колдуэлл (в 1 эпизоде)
- 1983 — Ремингтон Стил / Remington Steele — Маргарет «Обруч» Трейси (в 1 эпизоде)
- 1984 — Счастливые дни / Happy Days — Джойс Джеймс (в 1 эпизоде)
- 1987 — Валери[англ.] / Valerie (The Hogan Family) — рейнджер Моррисон (в 1 эпизоде)
- 1987 — Династия / Dynasty — мисс Пенелопа Шейн (в 1 эпизоде)
- 1989 — Охотник[англ.] / Hunter — Аделл Робертс (в 1 эпизоде)
- 1993 — Квантовый скачок / Quantum Leap — Мастерсон (в 1 эпизоде)
- 1993 — Мерфи Браун / Murphy Brown — мать (в 1 эпизоде)

#### Широкий экран
- 1980 — Полуночное безумие / Midnight Madness — Донна, лидер Красной команды
- 1985 — Потерянные в Америке[англ.] / Lost in America — Пэтти
- 1986 — Девушка в розовом / Pretty in Pink — миссис Дитц
- 1997 — Американские горки / Switchback — Фэй
- 2004 — Серебряный город[англ.] / Silver City — Элли Гастингс